# Banji long
Banji long byl druh menšího teropodního dinosaura z čeledi Oviraptoridae, žijícího na území současné Číny v době pozdní křídy.

## Objev a popis
Jediný známý exemplář sestává z lebky a spodní čelisti, pocházející z čínské pozdně křídové lokality u města Kan-čou (Ganzhou). Stáří lokality je pravděpodobně blízko rozhraní K-Pg, jde tedy o stáří asi 66,7 milionů let. Tento rod tedy patřil k vůbec posledním existujícím neptačím dinosaurům. Druh B. long (v překladu "drak s pruhovaným hřebenem") byl popsán čínskými paleontology v roce 2010 ze sedimentů geologického souvrství Nan-siung, známého objevy mnoha druhů oviraptoridů a například i "trpasličího" tyranosaurida druhu Asiatyrannus xui.

## Popis
Podobně jako mnozí jiní oviraptoridi měl i Banji na hlavě výrazný hřeben. V některých unikátních znacích se však naopak lišil (například velmi dlouhý nosní otvor, sahající téměř až k očnici). Ačkoliv mláďata dosahovala délky jen kolem 65 centimetrů, dospělí jedinci mohli být dlouzí kolem 1,5 metru.